# Chiari
Chiari is een gemeente in de Italiaanse provincie Brescia (regio Lombardije) en telt 18.363 inwoners (31-12-2004). De oppervlakte bedraagt 38,0 km², de bevolkingsdichtheid is 457 inwoners per km².

## Demografie
Chiari telt ongeveer 7116 huishoudens. Het aantal inwoners steeg in de periode 1991-2001 met 1,9% volgens cijfers uit de tienjaarlijkse volkstellingen van ISTAT.
| Jaar | Inwoneraantal |
| ---- | ------------- |
| 1991 | 17.075        |
| 2001 | 17.393        |

## Geografie
De gemeente ligt op ongeveer 145 m boven zeeniveau.
Chiari grenst aan de volgende gemeenten: Castelcovati, Castrezzato, Coccaglio, Cologne, Comezzano-Cizzago, Palazzolo sull'Oglio, Pontoglio, Roccafranca, Rudiano, Urago d'Oglio.

## Geboren
- Lento Goffi, (1923-2008) schrijver, dichter, literaire kritiek en journalist
- Marco Artunghi (1969), wielrenner
- Alberto Paloschi (1990), voetballer
- Andrea Garosio (1993), wielrenner